# Domiąża

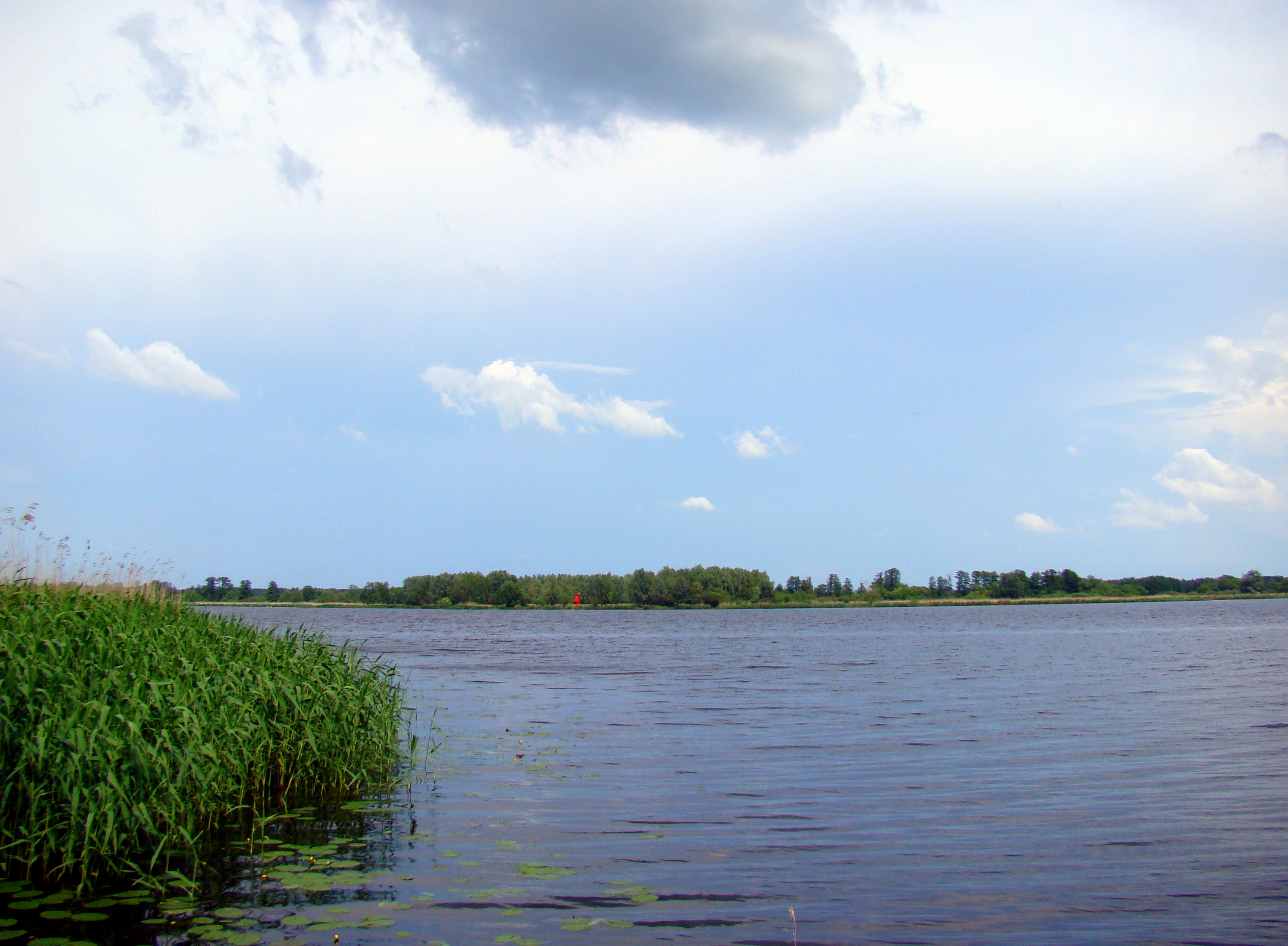
Brzegi Domiąży na wysokości Polic

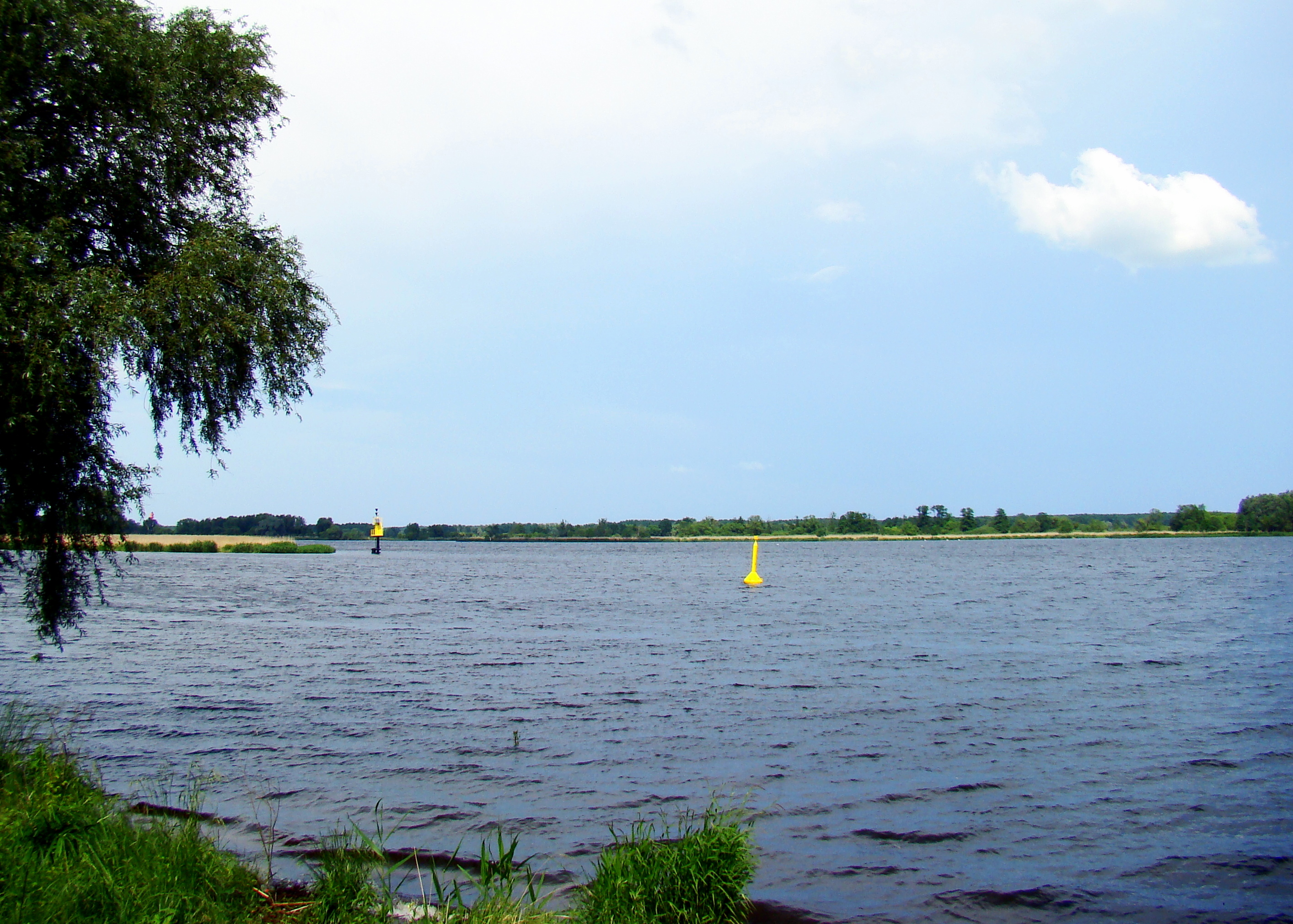
Domiąża przechodzi w Szeroki Nurt oraz Kanał Policki

Domiąża – fragment koryta Odry w Dolinie Dolnej Odry, w granicach miasta Police. Domiąża obejmuje odcinek rzeki od wyspy Mnisi Ostrów (granica Szczecina i Polic) do początku wyspy Długi Ostrów, gdzie rozdziela się na Wąski Nurt (Kanał Policki) oraz Szeroki Nurt. Stanowi morskie wody wewnętrzne oraz jest włączona w granice administracyjne portu morskiego Police.

## Przebieg
Do Domiąży uchodzą wody z Odry już po połączeniu Kanału Skolwińskiego, głównego biegu Odry, Babiny i Ińskiego Nurtu. Domiąża ma początek za wyspą Rybi Ostrów, przy ujściu Iny, od granicy administracyjnej Szczecina i Polic, gdzie Odra rozdziela się na Domiążę (wschodnie koryto) oraz Wietlinę (zachodnie koryto) oddzielone wyspą Mnisi Ostrów. Miejsce to stanowi także granicę pomiędzy portami morskimi: Szczecin i Police. Do 1945 r. Domiąża miała umownie początek przy Ińskim Nurcie.
Po rozdzieleniu od Wietliny, na środku Domiąży jest mała wyspa Kopina, a od prawego (wschodniego) brzegu uchodzi Kanał Brzeziński. Dalej po minięciu Mnisiego Ostrowa, Domiąża łączy się od lewej (zachodniej) strony z Wietliną. Odcinek dalej przy lewym brzegu kończy się wyspa Skolwiński Ostrów i uchodzą wody Cieśnicy. Na tej samej wysokości lecz na prawym brzegu do Odry uchodzi Szczucznik. Następnie koryto ulega zwężeniu i na lewym brzegu znajduje się Nabrzeże Mijanka portu morskiego Police. Za nim z rzeką łączą się wody Polickiego Nurtu. Dalej na lewym brzegu znajduje się stacja nautyczna i Nabrzeże Produktu. Pomiędzy tym miejscem a stawą świetlną na prawym (wschodnim) brzegu kończy się Domiąża, a wody Odry rozdzielają się na zachodni Wąski Nurt (Kanał Policki) oraz Szeroki Nurt rozdzielone wyspą Długi Ostrów.

## Zagospodarowanie
Zgodnie z prawem morza rzeka w całości należy do akwenu polskich morskich wód wewnętrznych. Na Domiąży przebiega tor wodny Świnoujście–Szczecin. Wody Domiąży znajduje się w granicach administracyjnych portu morskiego Police.
Na wschodnim brzegu Domiąży wyznaczono granicę między miastem Police a gminą Goleniów w ten sposób, że Domiąża w całości znajduje się w granicach administracyjnych Polic. Na wschód od Domiąży zlokalizowana jest wieś Święta. Nad zachodnim brzegiem Domiąży, na wyspie Polickie Łąki, zlokalizowane były nieistniejące dziś osiedla Polic: Bardo, Czapliniec i Szaniec.
Istnieją plany budowy stałej przeprawy (tunel lub most) Police – Święta nad Domiążą, która ma stanowić fragment zachodniego obejścia Szczecina i łączyć Police oraz północną część powiatu polickiego, Lubieszyn i lewobrzeżną część Szczecina z węzłem komunikacyjnym w Goleniowie.
Wzdłuż wschodniego wybrzeża Domiąży prowadzi szlak kajakowy „Meandry Iny” biegnący Iną z okolic Bącznika do dawnego Inoujścia, a następnie Odrą i jeziorem Dąbie do ośrodka żeglarskiego w Lubczynie.

## Przyroda
Siedliska wokół Domiąży objęto ochroną, tworząc obszar „Ujście Odry i Zalew Szczeciński” sieci Natura 2000.

## Historia
Do 1945 r. stosowano niemiecką nazwę Damanscher Strom. W 1949 r. ustalono urzędowo polską nazwę Domiąża.